# Austrodecus conifer
Austrodecus conifer is een zeespin uit de familie Austrodecidae. De soort behoort tot het geslacht Austrodecus. Austrodecus conifer werd in 1991 voor het eerst wetenschappelijk beschreven door Stock. 